# Karl Anton Eckert

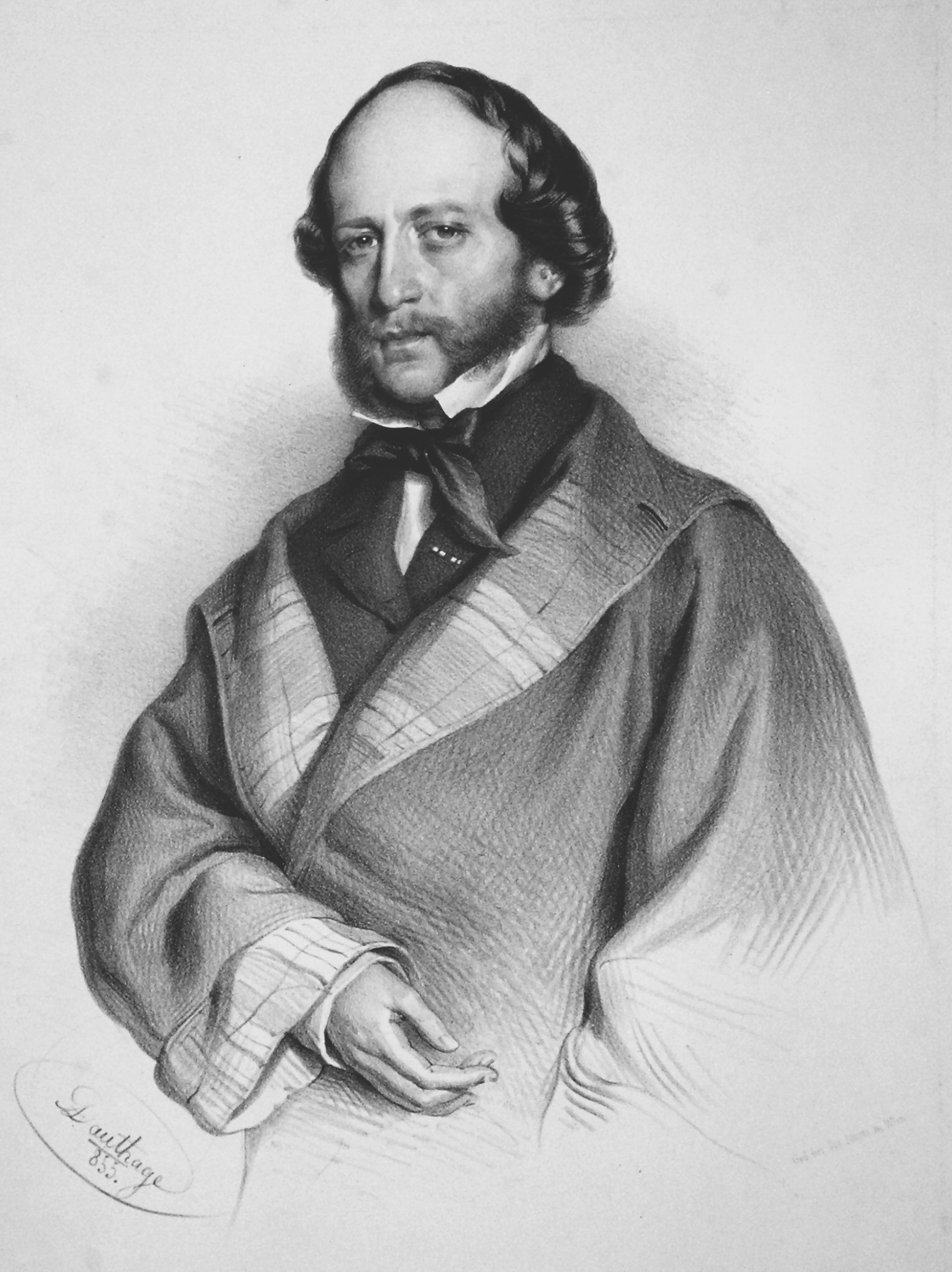
Karl Anton Eckert.

Karl Anton Florian Eckert, född 7 december 1820 i Potsdam, död 14 oktober 1879 i Berlin, var en tysk tonsättare. 
Eckert var ett musikaliskt underbarn, studerade för Felix Mendelssohn och blev efter vartannat kapellmästare i Paris samt hovkapellmästare i Wien, Stuttgart och Berlin. Han är mest känd för några sånger, men han komponerade även operor och oratorier samt instrumentalmusik.